# جان مایکل کوسترلیتز
جان مایکل کوسترلیتز (انگلیسی: John Michael Kosterlitz؛ زادهٔ ۱۹۴۲)؛ یک فیزیک‌دان، و استاد دانشگاه اهل بریتانیا است. پژوهش‌های وی در زمینهٔ نظریهٔ فیزیک ماده چگال در فیزیک یک و دو بعدی تغییر فاز می‌باشد.

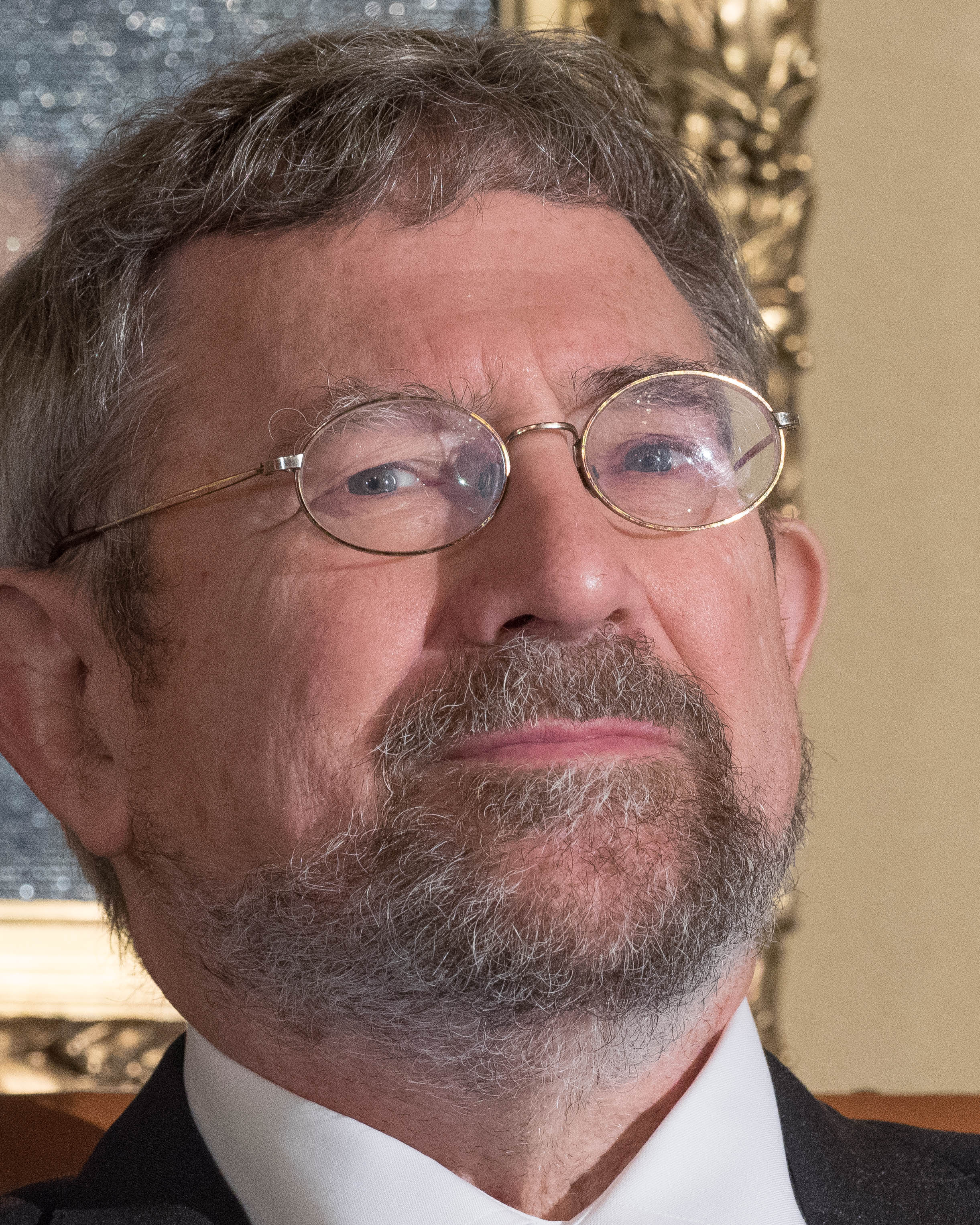
جان مایکل کوسترلیتز در سالی که نوبل فیزیک را برنده شد ۲۰۱۶

وی به همراه دیوید جی تاولس و دانکن هالدین، برندهٔ جایزه نوبل فیزیک ۲۰۱۶ میلادی شده‌است.